# アレクサンデル・ヤヌシュ・ザスワフスキ
アレクサンデル・ヤヌシュ・ザスワフスキ＝オストログスキ（ポーランド語:Aleksander Janusz Zasławski-Ostrogski；ウクライナ語:Олександр Януш Заславський-Острозький, 1650年頃 - 1682年）は、ポーランド・リトアニア共和国に属したルテニア地方のマグナート、公。オストロフの第4代オルディナト。

## 生涯
ヴワディスワフ・ドミニク・ザスワフスキ＝オストログスキ公と、ポーランド王ヤン3世ソビェスキの妹カタジナ・ソビェスカの息子として生まれた。アレクサンデルはリューリク朝の流れをくむ名門貴族オストログスキ家最後の当主で、幼くして一族の財産と家督を引き継いだ。
アレクサンデルは1669年の国王自由選挙に立候補したが王冠を得ることは出来ず、同じウクライナ地方の大貴族だったミハウ・コリブト・ヴィシニョヴィエツキ公が国王に選ばれた。1670年、首都ワルシャワにマクデブルク法に則ったユリディカ（私的管轄区域）を設け、ここを自らの名前に因み「アレクサンドリア」と名付けた。管轄区には曾祖父ヤヌシュ・オストログスキの建てたバロック様式のオストログスキ宮殿（現在のフレデリック・ショパン博物館）があった。1682年にアレクサンデルが没すると、彼の姉妹テオフィラの夫であるユゼフ・カロル・ルボミルスキ公がオストログスキ家およびザスワフスキ家の膨大な財産を相続した。